# Hełm (herb szlachecki)
Hełm (Chełm) – herb szlachecki.

## Opis herbu
W polu czerwonym hełm srebrny z rogami i złotymi liśćmi dębu pośrodku.
W klejnocie nad hełmem w koronie trzy pióra strusie.

## Najwcześniejsze wzmianki
Wizerunek pieczętny z 1311 roku.

## Herbowni
Lista sporządzona została na podstawie wiarygodnych źródeł, zwłaszcza klasycznych i współczesnych herbarzy.
Adamowicz, Antoniewicz, Antonowicz, Bieleński, Błoniewski, Dorniach, German, Helm, Helman, Hełm, Henning, Segnicz, Starzyński.